# 大井車両基地
大井車両基地（おおいしゃりょうきち）は、東京都品川区八潮にある東海旅客鉄道（JR東海）新幹線鉄道事業本部管轄の車両基地群の総称で、以下の施設からなる。単に大井基地などとも呼ばれる。
- 東京仕業検査車両所
- 東京修繕車両所
- 東京交番検査車両所
- 大井保線所
- 東京統括電気所 大井電気技術センター（大井電力所と大井信号通信所が統合）
- 新幹線エンジニアリング（株）東京支社

## 歴史
山陽新幹線博多開業に伴う車両の増加を見越して、東京貨物ターミナル駅の隣接地に新幹線車両の留置・仕業検査・修理を行う場として1973年（昭和48年）9月に開設。国鉄時代は東京第一運転所・大井支所であった（東京第一運転所は後の品川車両基地。現在廃止）。

## ギャラリー

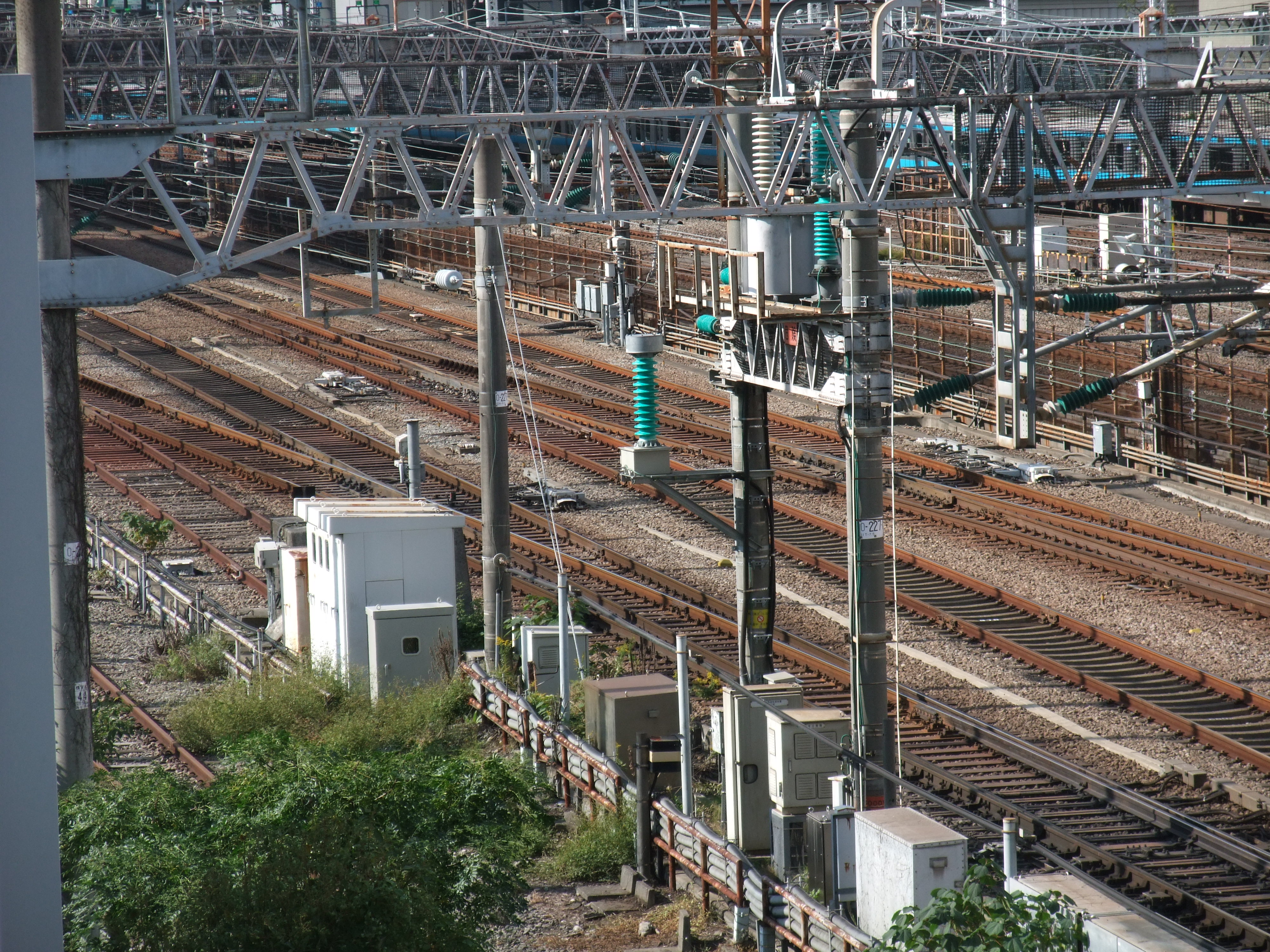
田町駅脇で本線と分岐
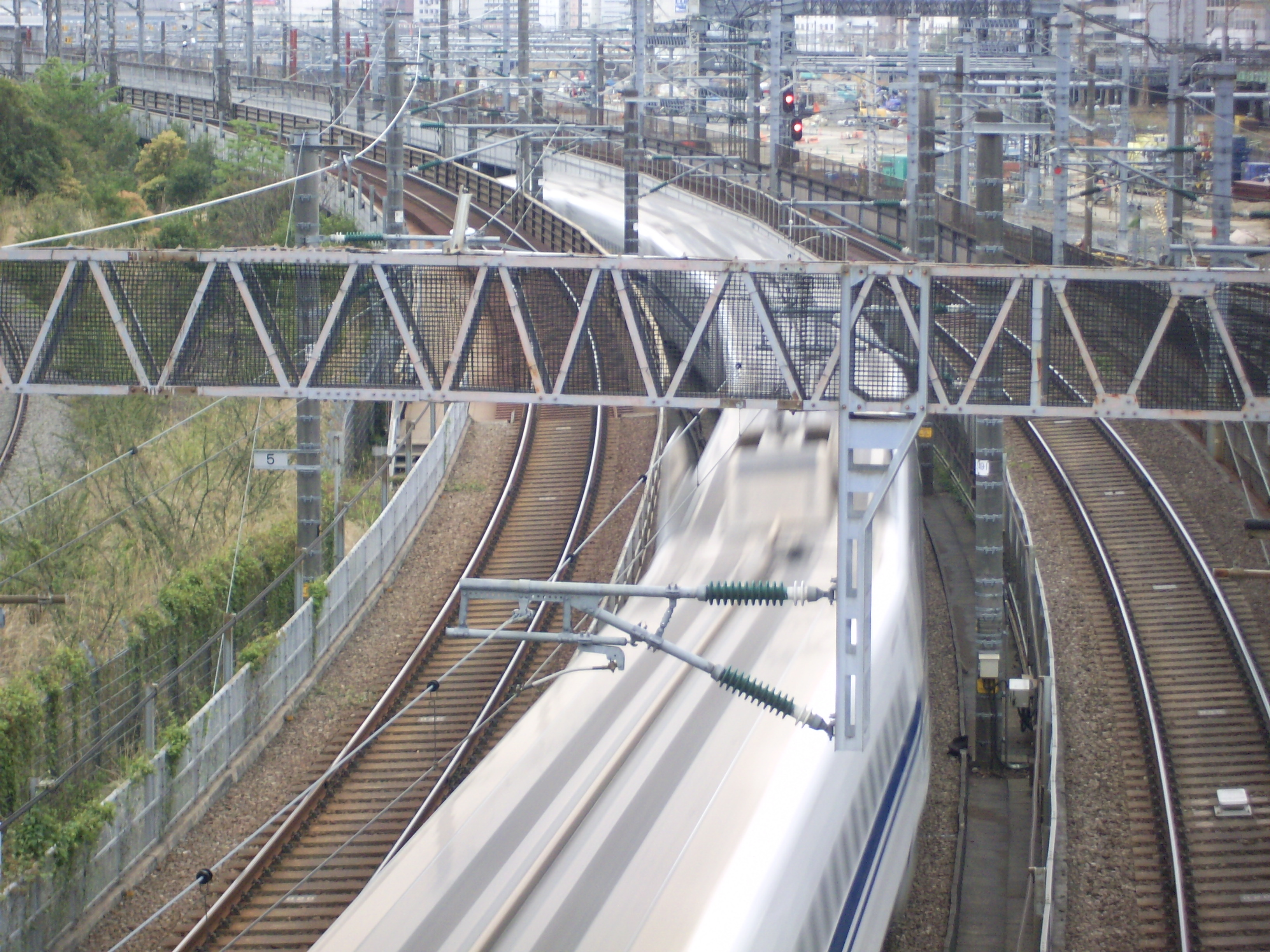
札ノ辻橋下で引き込み線に入る
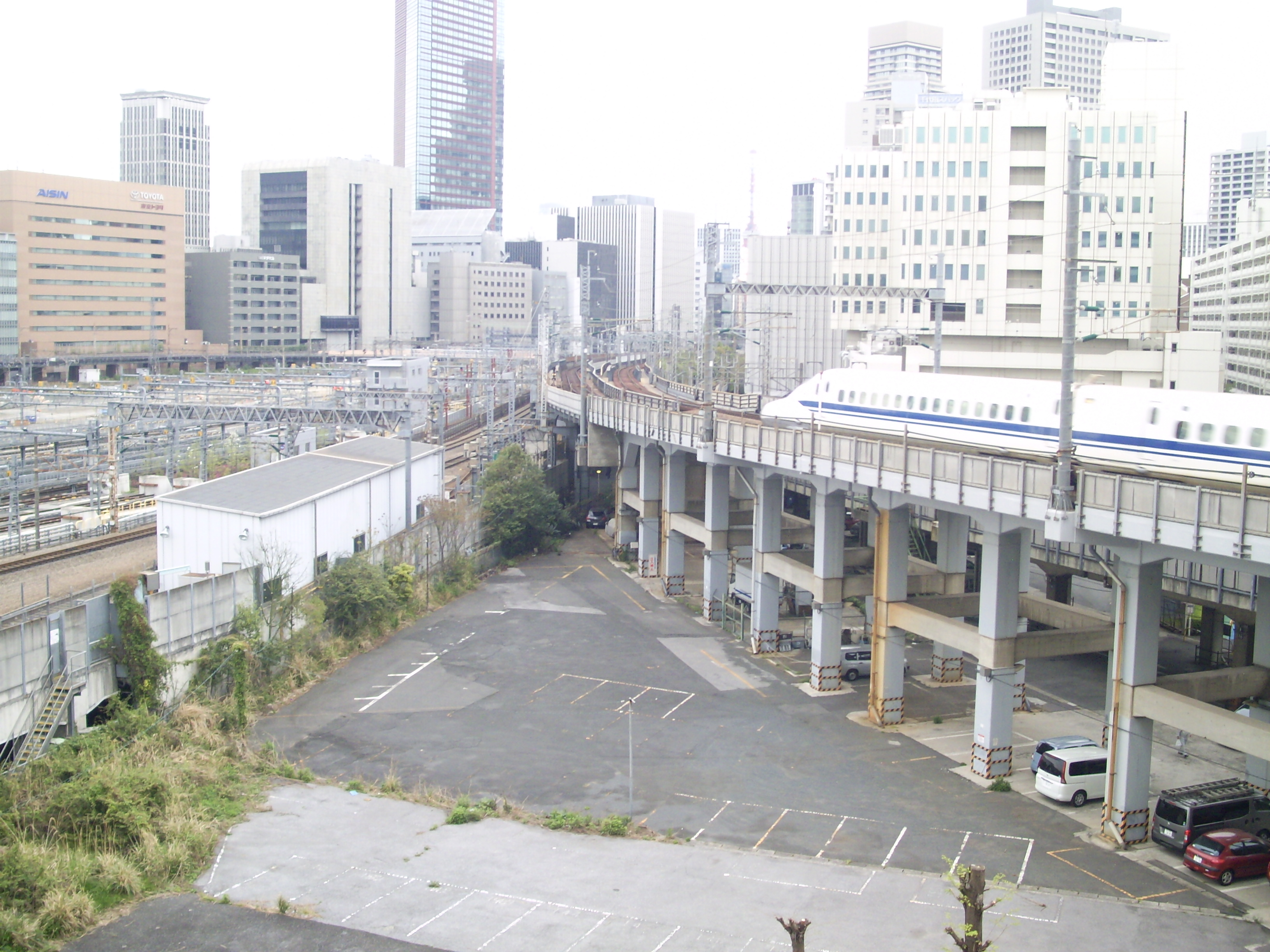
高輪ゲートウェイ駅付近でカーブ
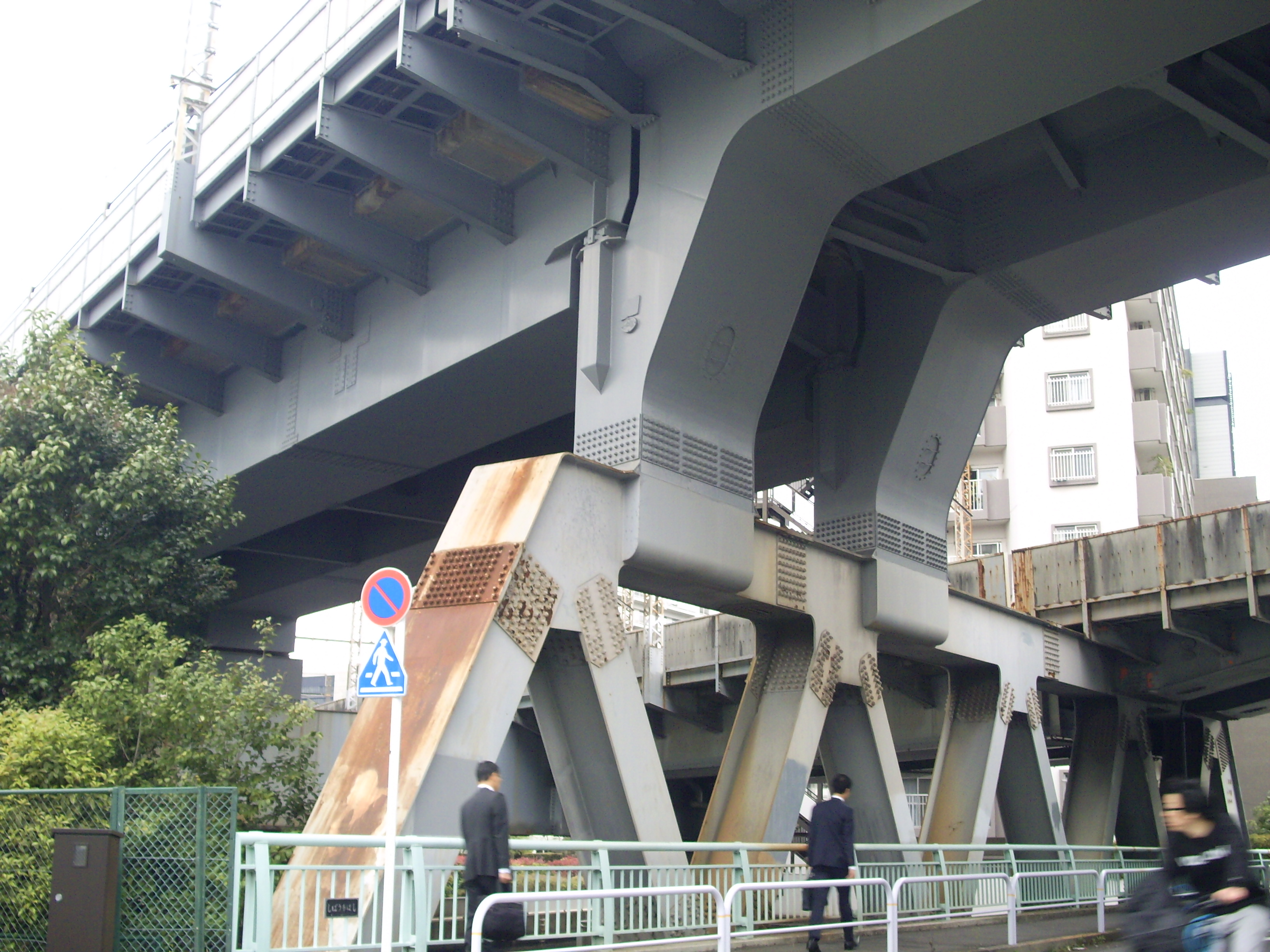
新芝運河に架かる二段橋脚
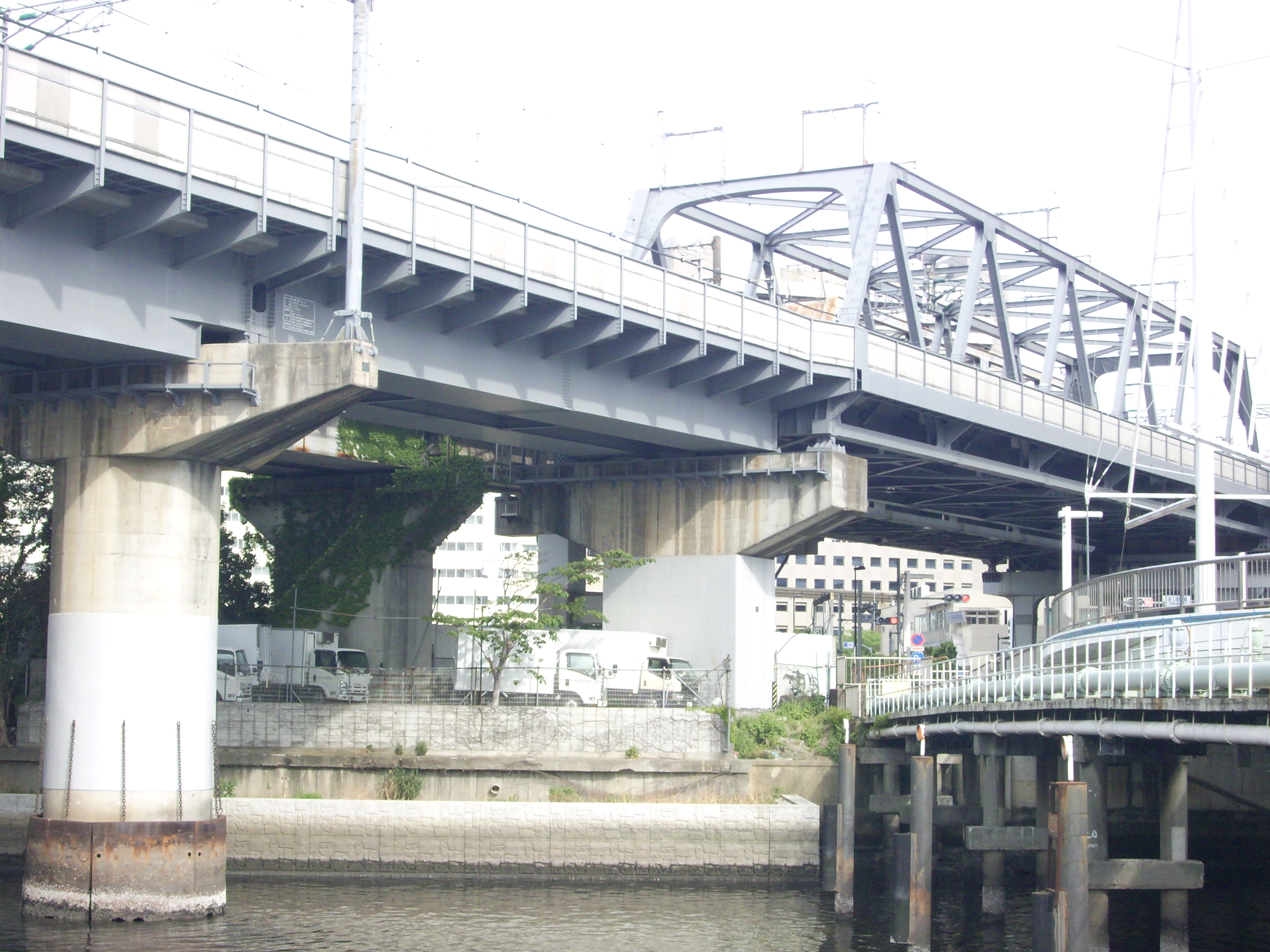
高浜運河の円柱橋脚と浜路橋鉄橋
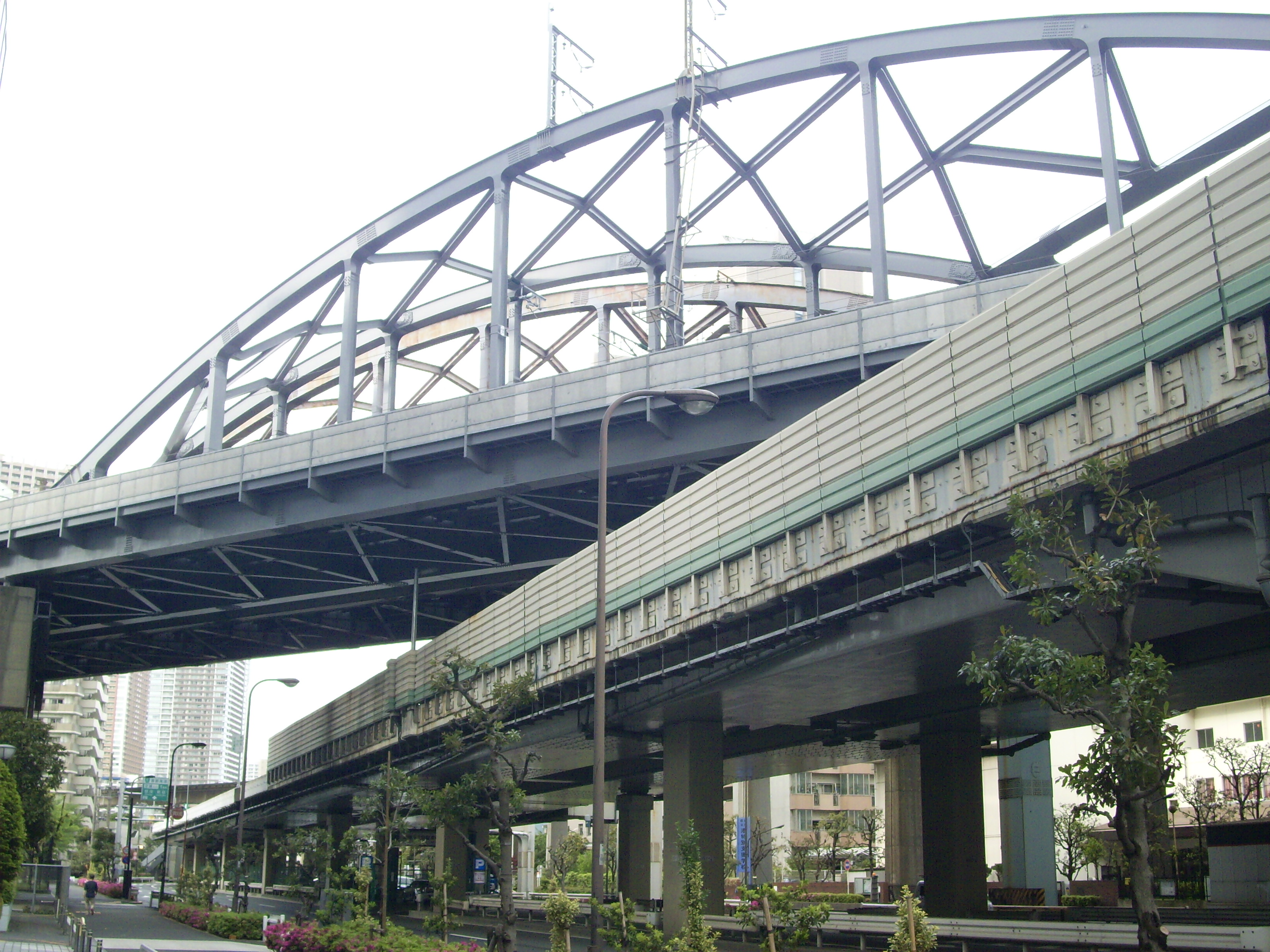
首都高上の跨道橋
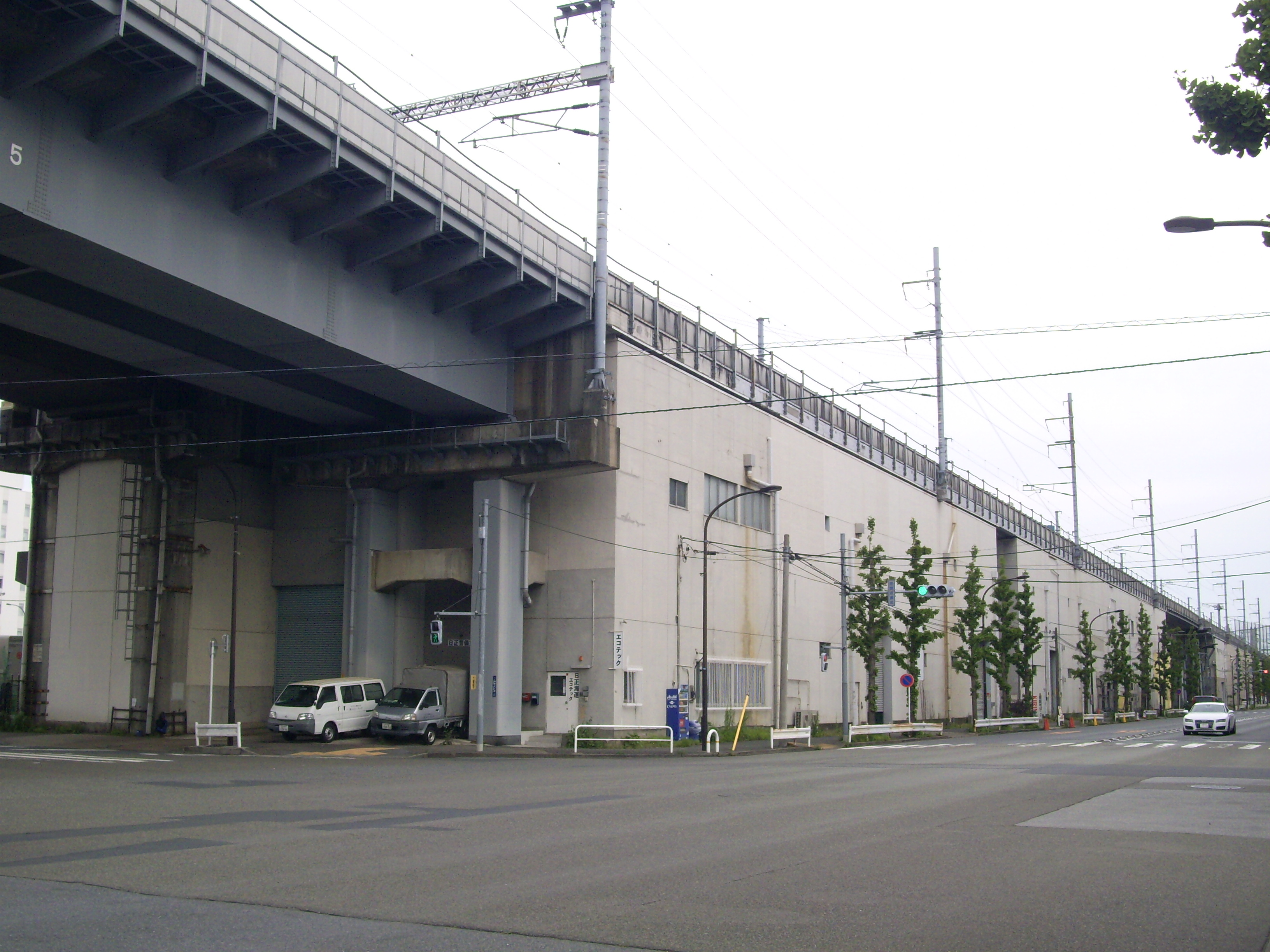
高架下を倉庫利用する耐力壁構造
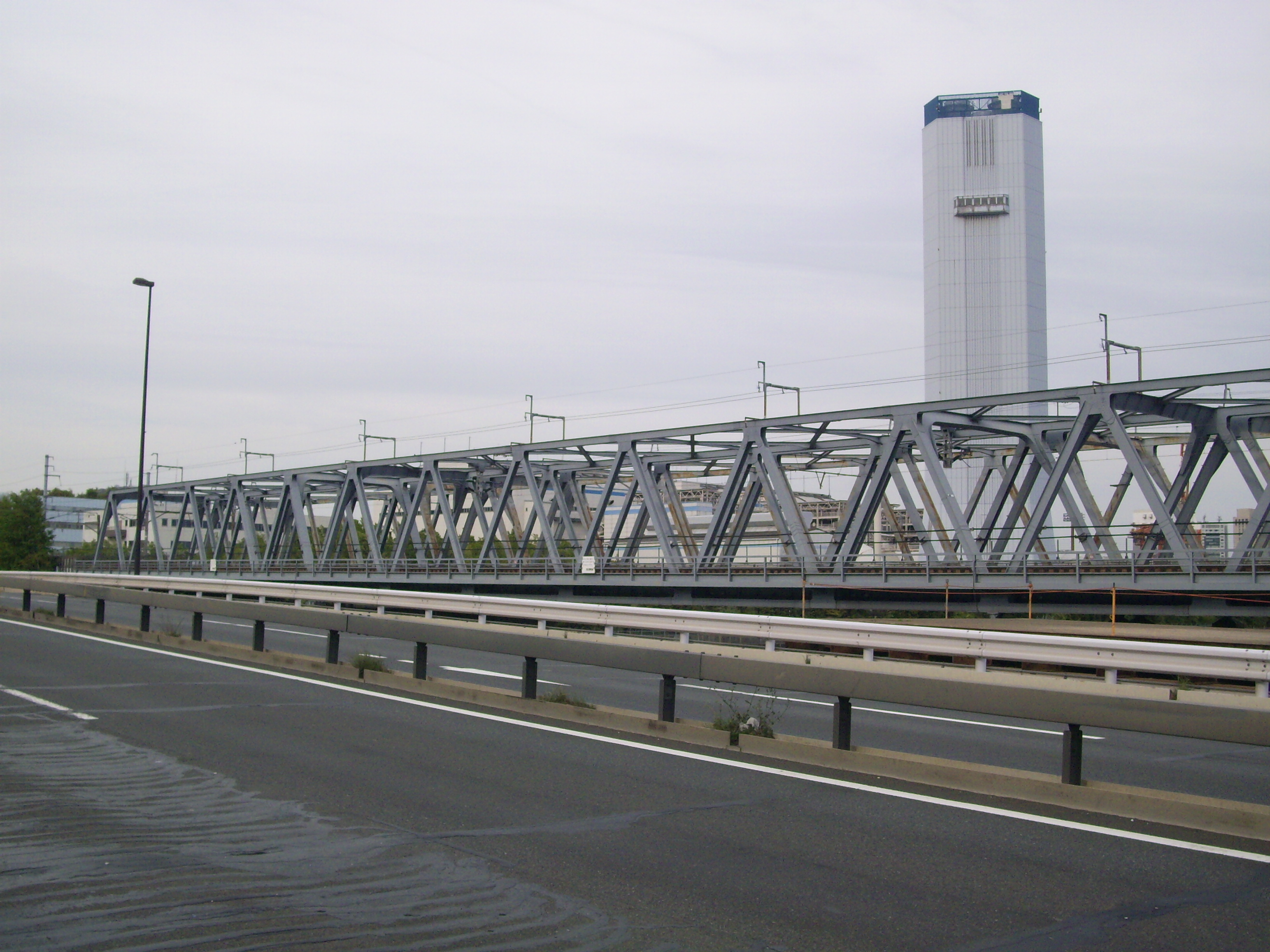
若潮橋梁
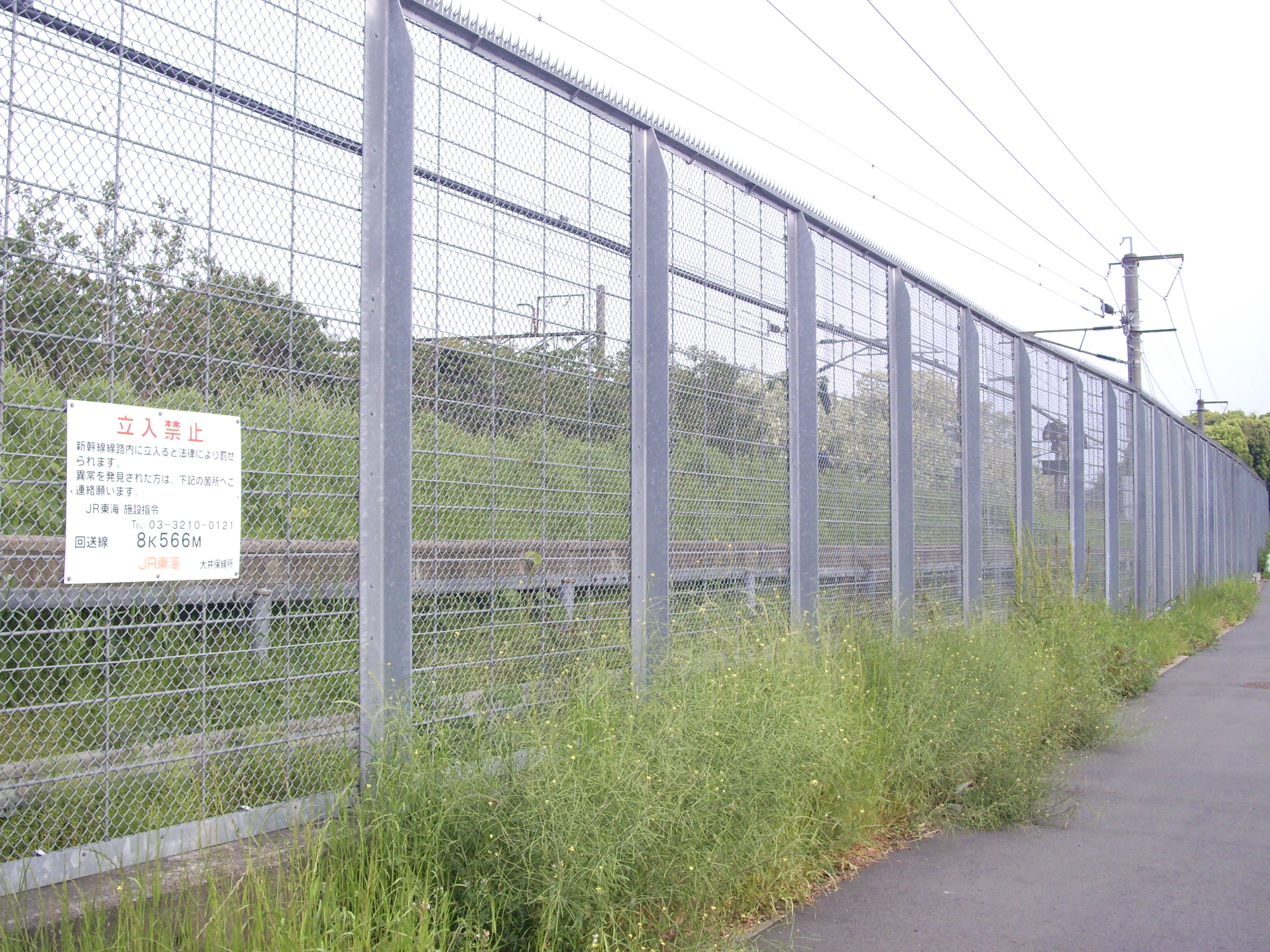
盛り土路盤区間
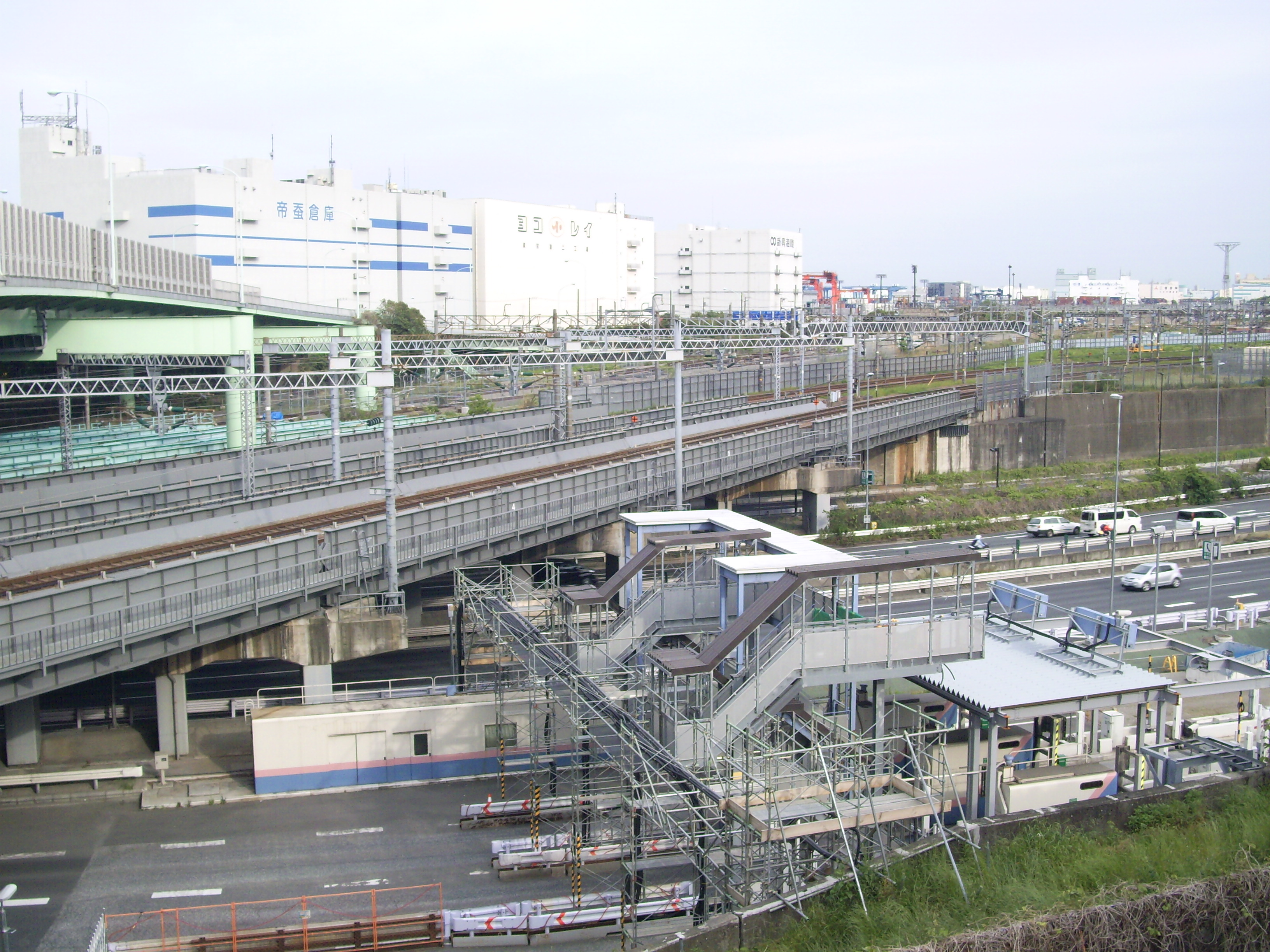
湾岸道路上の跨道橋
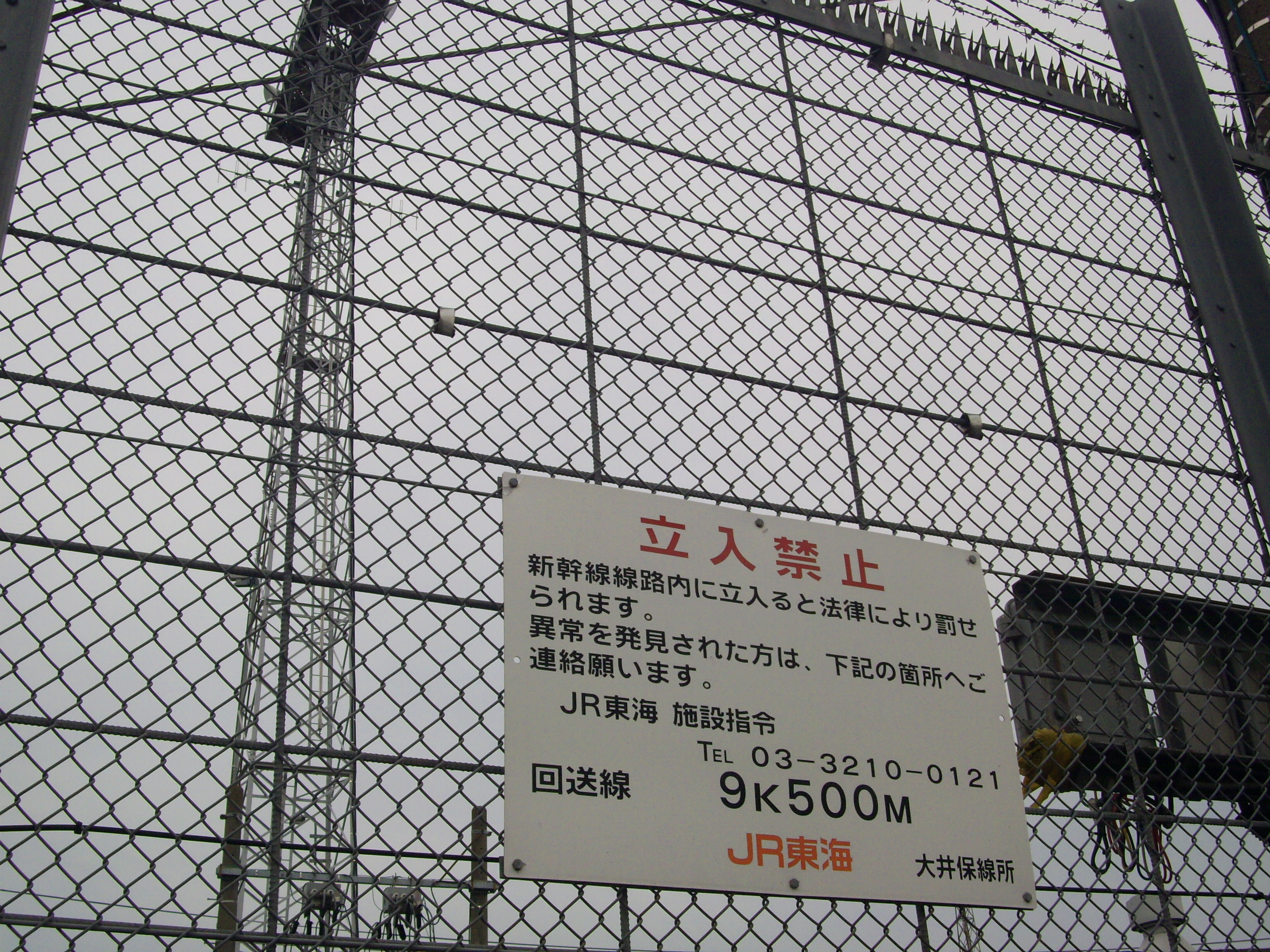
保線所の照明塔
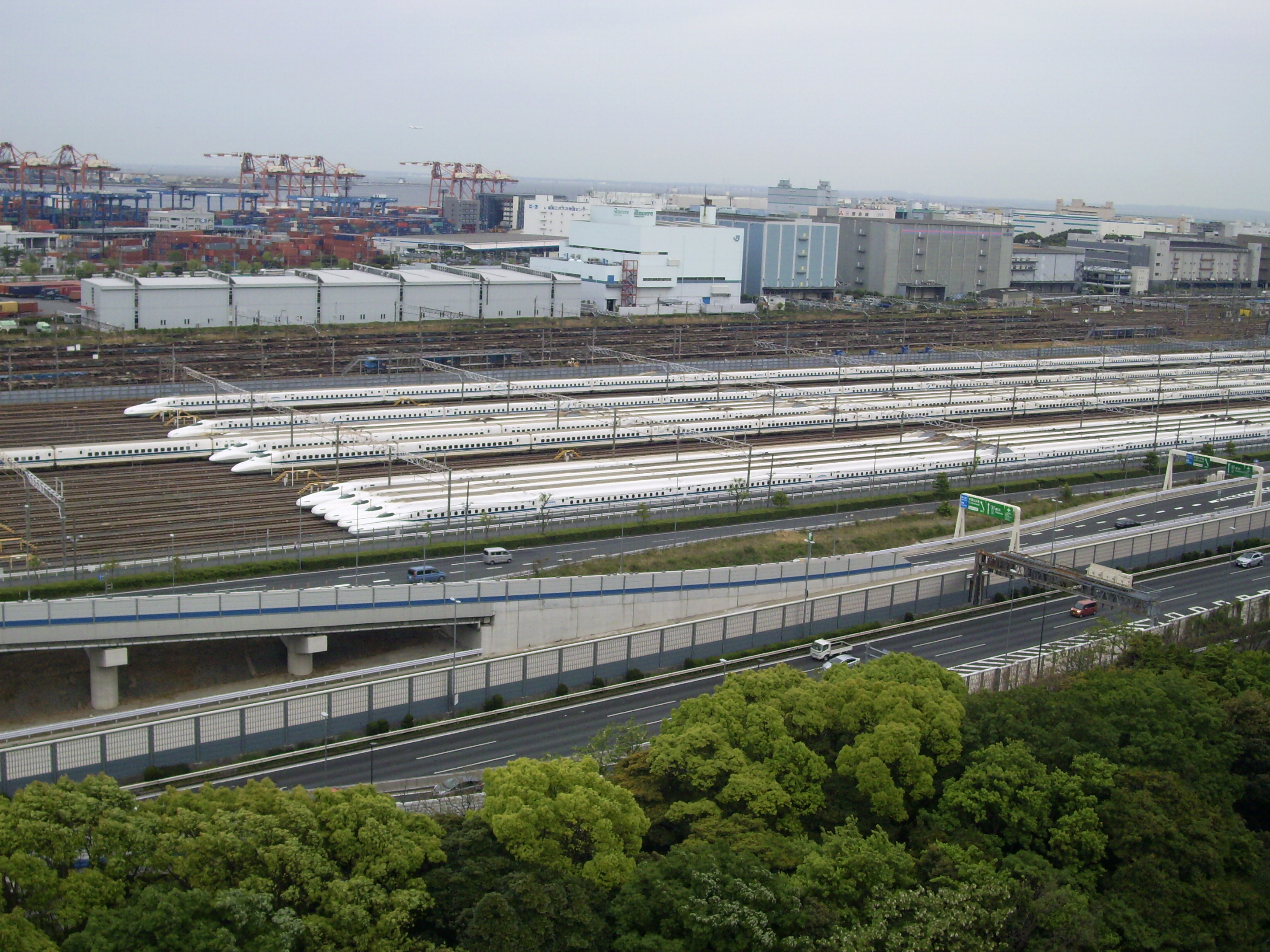
車両基地